# Eswatini Football Association
Die Eswatini Football Association (EFA), (bis 2018 National Football Association of Swaziland) ist der Dachverband des Fußballs in Eswatini.
Der Verband wurde 1968 gegründet und ist seit 1976 Mitglied der Confédération Africaine de Football (CAF) und seit 1978 Mitglied der FIFA. Zudem ist die NFAS seit 1983 Gründungsmitglied der Council of Southern African Football Associations (COSAFA).

## Sportstruktur

### Ligen und Wettbewerbe
- Premier League of Eswatini
- Swazi Cup

### Nationalmannschaften
- Eswatinische Fußballnationalmannschaft der Männer („Sihlangu“)
- Eswatinische Fußballnationalmannschaft der Frauen („Sitsebe“)
- Eswatinische Fußballnationalmannschaft der männlichen Jugend unter 20
- Eswatinische Fußballnationalmannschaft der männlichen Jugend unter 17